# Gnumeric
Gnumeric là phần mềm bảng tính tự do, có những chức năng cơ bản tương tự như Microsoft Excel.
Gnumeric là thành phần trong bộ phần mềm văn phòng GNOME. Phiên bản đầu tiên của Gnumeric được phát triển bởi Miguel de Icaza, sau đó là Jody Goldberg.
Các định dạng file mà Gnumeric có thể xử lý rất đa dạng: XLS của Excel, ODS của OpenOffice.org Calc, file của Quattro và Lotus 1-2-3. Gnumeric có một định dạng file riêng của nó, .gnumeric, dựa trên XML. Dung lượng của File này rất gọn nhẹ so với XLS và ODS.
Ngoài khả năng xuất ra các file định dạng thông dụng, Gnumeric còn có thể xuất một vùng bảng tính dưới dạng văn bản TeX hoặc troff.
Phiên bản mới 1.10.5 của Gnumeric có bổ sung tính năng giải bài toán phi tuyến.

## Tính toán
Gnumeric có nhiều hàm thống kê, và một số nghiên cứu cho thấy độ chính xác trong tính toán thống kê của Gnumeric là cao hơn so với Excel.
Trong Gnumeric, người dùng có thể đưa vào các khiển tố để thay đổi giá trị của ô một cách thuận tiện, chẳng hạn dùng con chạy (slider) tăng/giảm số đầu vào và quan sát sự biến đổi của kết quả tính toán.
Một tính năng đang thiếu ở Gnumeric là chưa cung cấp cho người dùng một loại ngôn ngữ script để mở rộng khả năng tính toán. Mặc dù vậy, có cách sửa file .gnumeric để thêm vào một đoạn mã lệnh Python nếu cần phải định nghĩa một hàm mới.

## Phần mềm
Gnumeric được xây dựng dựa trên bộ công cụ GTK+. Các đồ thị của Gnumeric được vẽ dựa trên thư viện Cairo, và phông chữ dựa trên thư viện Pango. Những thư viện này thường đi kèm theo các bản Linux hiện đại có dùng GNOME desktop.